# مستورقة الينابيع
مستورقة الينابيع (الاسم العلمي:Planaria fontana) هي نوع من الحيوانات تتبع جنس المستورقة من فصيلة المستورقات.